# Ашенбреннер, Михаил Юльевич
Михаи́л Ю́льевич Ашенбре́ннер (9 [21] сентября 1842, Москва, — 11 ноября 1926, там же) — подполковник Русской императорской армии, революционер-народоволец.

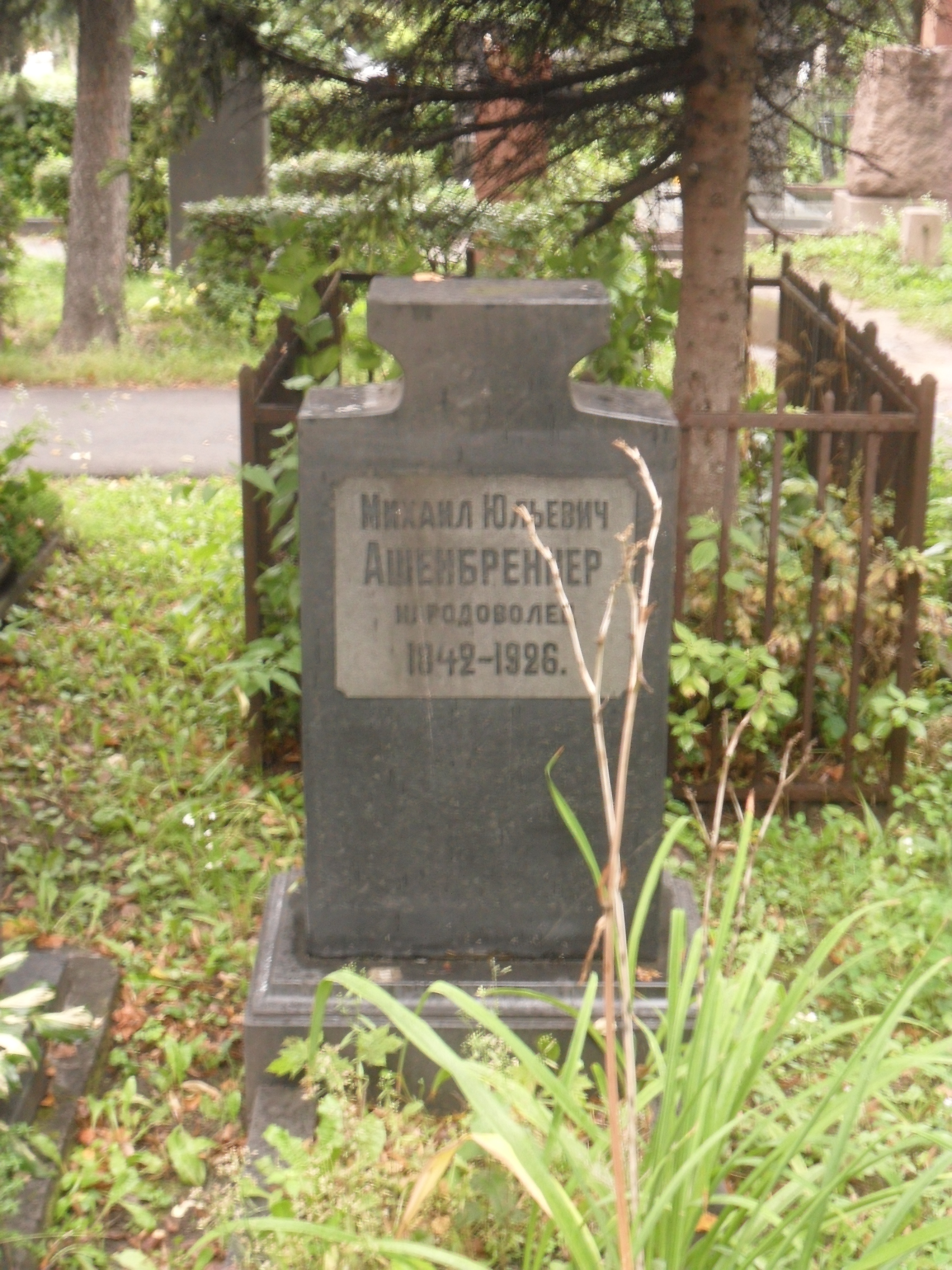
Могила М. Ю. Ашенбреннера на Новодевичьем кладбище.

## Биография
Сын инженерного офицера, Ашенбреннер учился в 1-м Московском кадетском корпусе, откуда был выпущен с чином поручика в 1860 году в 3-й резервный батальон. Будучи офицером, Ашенбреннер с некоторыми товарищами занимался естественными науками и философией, читал Фейербаха, Дарвина и Спенсера.
В 1864 году за отказ принять участие в подавлении польского восстания был переведен в Туркестан. В Туркестане он участвовал в боевых походах и получил за это награды.
В 1870 году был переведен в Одесский военный округ, сначала в Прагский, а в 1876 году — в Люблинский пехотный полк. В 1880 году был вновь откомандирован в Прагский полк (в Николаев) и назначен командовать батальоном этого полка, в чине подполковника.
С 1880 года Ашенбреннер участвовал в организации военно-революционных кружков. Работа его весьма облегчалась тем, что Ашенбреннер пользовался большим уважением среди офицеров. В 1882 году центральным военным кружком в Петербурге было предложено местным кружкам внести в свою программу активное содействие партии «Народной Воли». Когда предложение было принято этими последними, центральный кружок поручил Ашенбреннеру объехать все военные кружки в России и объединить их на программе центрального кружка, подыскать корреспондентов для военно-революционного журнала и подготовить съезд делегатов местных кружков. Вскоре начались массовые аресты, вызванные предательством Дегаева. В марте 1883 года в Смоленске (где жил его брат и родственники со стороны матери) был арестован и Ашенбреннер и по «Процессу четырнадцати» (сентябрь 1884) приговорен к смертной казни через повешение, замененной заключением в Шлиссельбургской крепости. Отсюда Ашенбреннер вышел лишь 20 сентября 1904 года, отбыв в заключении 20 лет, и был водворен на жительство в Смоленск, под полицейский надзор.
Продолжал заниматься революционной деятельностью, помогая партии эсеров, но не вошел в нее из-за несогласия с тактикой индивидуального террора.
После Февральской революции 3 марта 1917 года Временный городской исполнительный комитет Смоленска избрал его своим почетным председателем. 8 августа 1917 года смоленская городская дума сделала его почетным гражданином Смоленска.
Последние годы Ашенбреннер проживал в «Доме ветеранов Революции имени Ильича» в Москве.
Воспоминания Ашенбреннера печатались в журнале «Былое» (1906), и вышли отдельным (дополненным) изданием под заглавием «Военная организация Народной Воли», Москва, 1924.

## Имени Ашенбреннера
Имя Ашенбреннера носили:
- Московская военно-пехотная школа (впоследствии — Тамбовское Краснознамённое военно-пехотное училище им. товарищей Ашенбреннера и Уншлихта.)
- Семипалатинское военное пехотное училище

## Воспоминания
- Военная организация «Народной воли» и другие воспоминания (1860—1904) / ред. Н. С. Тютчева. М.: Б.и., 1924. 200 с.